# Temple protestant du Mas-d'Azil
Le temple protestant du Mas-d'Azil est un édifice religieux situé 12 rue du Temple au Mas-d'Azil, en Ariège. Inauguré en 1824 dans une ancienne abbaye, le temple est inscrit comme monument historique. La paroisse est membre de l'Union nationale des Églises protestantes réformées évangéliques de France.

## Histoire

### Avant la Révolution
Pendant la Réforme, le Mas-d'Azil accueille une importante communauté protestante, composée de paysans, viticulteurs, de bourgeois et de gentilshommes verriers. Le premier pasteur, Bernard Perrin, s'installe en 1560. La cité est qualifiée de « petite Genève du comté de Foix ».
En 1625, dans le cadre de la répression des Rébellions huguenotes menées par Henri II de Rohan, les troupes royales assiègent la commune. Les familles des villages huguenots de la région se réfugient dans la grotte du Mas-d'Azil, profonde de 400 m,. Les troupes protestantes repoussent les troupes royales du maréchal Pons de Lauzières-Thémines, qui lèvent le siège. Les fortifications et la bastide sont rasées, à la fin du conflit, comme prévu dans les clauses de la paix d'Alès.
En 1685, avec la révocation de l'édit de Nantes, le temple est démoli. Pendant la période du Désert, des cultes clandestins ont lieu dans les grottes voisines. Le protestantisme se maintient. En 1723, les trois frères Henri, Jean et Joachim de Grenier, gentilshommes-verriers protestants du Mas-d'Azil, sont arrêtés pour avoir essayé de délivrer le pasteur itinérant François Rochette. Le pasteur Paul Rabaut intercède en vain auprès de la princesse Marie-Adélaïde de Savoie, dauphine du roi Louis XV pour racheter leur liberté. Le 18 février 1762; les quatre détenus sont jugés coupables d'hérésie par la Grand'Chambre du Parlement de Toulouse. Le lendemain, ils sont exécutés place du Salin. Le pasteur est pendu, et les frères de Grenier, nobles, sont décapités. Quels semaines plus tard, le 9 mars 1762, la chambre de la Tournelle du Parlement de Toulouse prononce son arrêt de condamnation à mort pour infanticide de Jean Calas. Ces Ariégeois sont les derniers martyrs de la foi réformée en France.

### Après la Révolution
Les protestants retrouvent la liberté de culte avec la Déclaration des droits de l'homme et du citoyen de 1789. Près de 7 000 protestants subsistent en Ariège, principalement autour du Mas-d'Azil, Saverdun et Mazères. En 1802, Napoléon Ier organise les Églises réformées avec les articles organiques du régime concordataire français. Au Mas-d'Azil est établi le siège du consistoire protestant du département de l'Ariège. En 1804, la communauté s'établit dans l'ancienne église catholique de la paroisse du Mas-d'Azil, achetée, restaurée et aménagée pour la somme de 8600 francs. 
En 1820 sont rachetées les dépendances de l'ancienne abbaye de sœurs bénédictines, notamment le lazaret, les travaux sont terminés un an plus tard et le temple est inauguré solennellement en 1824,. L'édifice s'inscrit dans un rectangle de  27,80 sur 11 m.
En 1938, la paroisse refuse de rejoindre l'Église réformée de France nouvellement formée et se rattache à l'Union nationale des Églises protestantes réformées évangéliques de France. En 2013, le temple est décoré d'une fresque abstraite inspiré de la calligraphie par l'artiste belge Charley Case et le collectif Sinéangulo.
Par arrêté du 14 octobre 2015, le temple est inscrit aux monuments historiques.